# Frit Oplysningsforbund
 "FO" omdirigeres hertil. For Færøernes nationale topdomæne, se .fo.
Frit Oplysningsforbund (FO) var et landsdækkende oplysningsforbund, der blev oprettet i 1952 af Det Radikale Venstre.
Formålet med FO var at udbyde aftenhøjskolefag for at styrke den mellemfolkelige forståelse.
FO begyndte i 1958 at tilbyde enkeltfagsundervisning for voksne i 8.-, 9.- og 10.-klasses-fag og fra 1968 også i hf-fag. Initiativet blev til Oplysningsforbundenes Forberedelseskursus, der blev drevet sammen med de andre oplysningsforbund, AOF, LOF og FOF. I 1978 overtog amterne driften af forberedelseskurserne.
Siden 2004 har FO været en del af folkeoplysningsnetværket Fora, der desuden består af foreninger der tidligere hørte under Dansk Husflidsselskab. FO har siden da kun været navnet på enkelte lokale oplysningsforbund, bl.a. FO Århus.